# Medaglia Isaac Newton

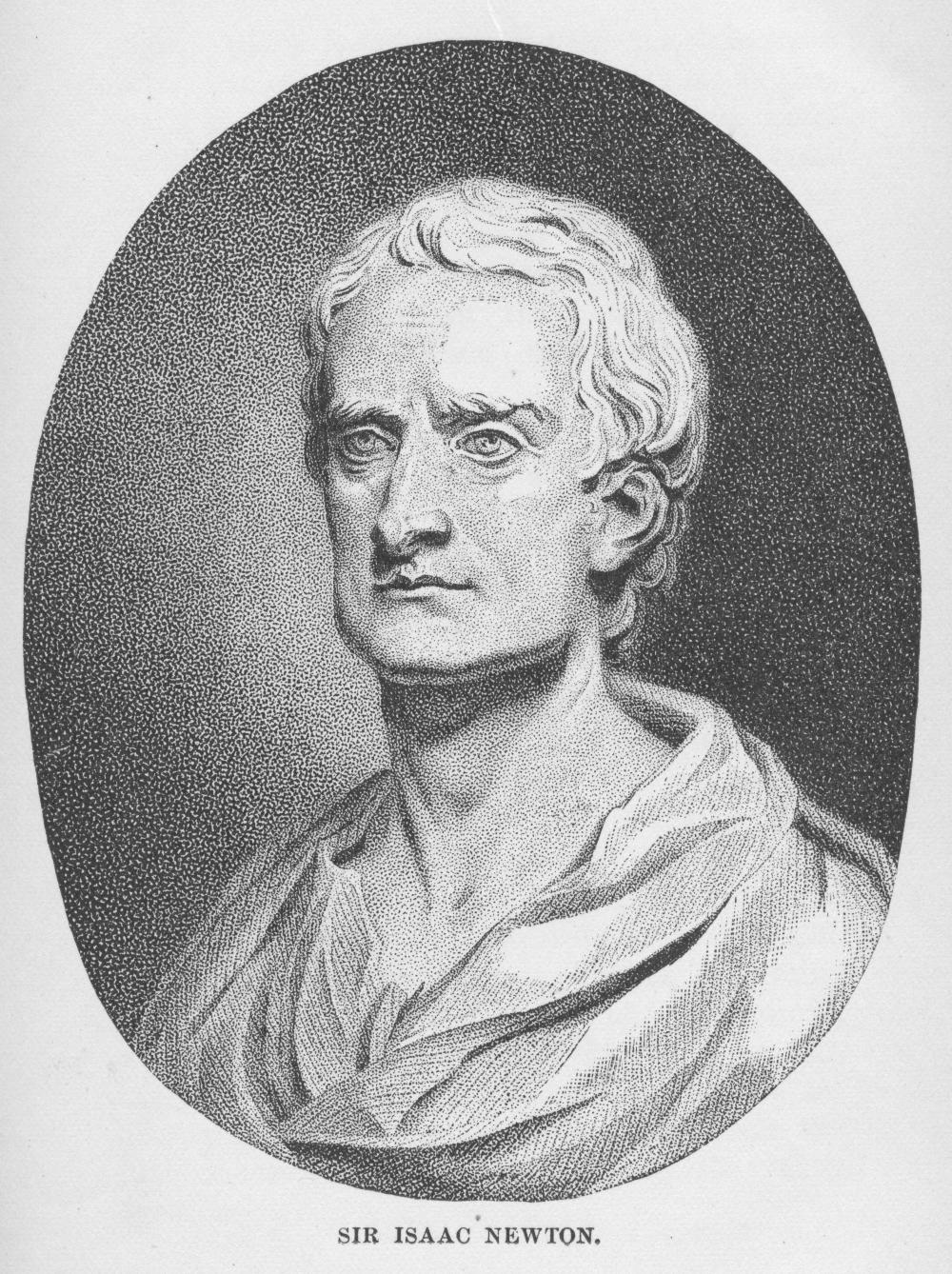
Isaac Newton

La medaglia Isaac Newton è un premio assegnato annualmente dall'Institute of Physics di Londra a scienziati  di qualunque nazionalità  che hanno dato notevoli contributi alla fisica.
Il premio, assegnato per la prima volta nel 2008, consiste in una medaglia d'argento placcata in oro con l'effigie di Isaac Newton, una somma in denaro di 1.000 sterline e un certificato con le motivazioni del conferimento del premio.

## Lista dei premiati
- 2014       Deborah S. Jin
- 2013       John Pendry
- 2012       Martin Rees
- 2011       Leo Kadanoff
- 2010       Edward Witten
- 2009       Alan Guth
- 2008       Anton Zeilinger